# Drepanulatrix mercedulata
Drepanulatrix mercedulata là một loài bướm đêm trong họ Geometridae.